# Contea di Dallas (Missouri)
La contea di Dallas (in inglese Dallas County) è una contea dello Stato USA del Missouri. Il nome le è stato dato in onore del vice presidente degli Stati Uniti George Mifflin Dallas. Al censimento del 2000 la popolazione era di 15 661 abitanti. Il suo capoluogo è Buffalo.

## Geografia fisica
L'U.S. Census Bureau certifica che l'estensione della contea è di 1406 km², di cui 1403 km² composti da terra e i rimanenti 3 km² composti di acqua.

## Infrastrutture e trasporti

### Strade
- U.S. Route 65
- Route 32
- Route 64
- Route 73

## Contee confinanti
- Contea di Camden, Missouri - nord
- Contea di Laclede, Missouri - est
- Contea di Webster, Missouri - sud
- Contea di Greene, Missouri - sud-ovest
- Contea di Polk, Missouri - ovest
- Contea di Hickory, Missouri - nord-ovest

## Storia
La Contea di Dallas venne costituita nel 1841.

## Città
- Buffalo
- Celt
- Long Lane
- Louisburg
- Red Top
- Tunas
- Urbana
- Windyville